# Deutsch-Polnische Schulbuchkommission
Die Gemeinsame Deutsch-Polnische Schulbuchkommission der Historiker und Geographen wurde unter der Schirmherrschaft der UNESCO-Kommissionen der Bundesrepublik Deutschland und Polens 1972 gegründet. Das Ziel der Kommission ist ein fachdidaktischer Austausch der Fachleute aus den Bereichen Geschichte, Geographie und Didaktik beider Länder. Die Mitglieder analysieren polnische und deutsche Lehrwerke und tragen die Ergebnisse bei Fachkonferenzen und innerhalb Publikationsreihen zusammen. Die Organisation untersucht dabei die Geschichtsdarstellung in Schulbüchern und intensiviert den Dialog zwischen den Nationen mit dem Ziel, den Schulunterricht zu optimieren. Die Kommission wird auf der deutschen Seite vom Georg-Eckert-Institut für internationale Schulbuchforschung in Braunschweig und auf der polnischen Seite gegenwärtig vom Zentrum für Historische Forschung Berlin der Polnischen Akademie der Wissenschaften betreut.

## Konferenzen
Die Deutsch-Polnische Schulbuchkommission veranstaltet alle zwei Jahre eine Fachkonferenz, die abwechselnd in Deutschland und in Polen stattfindet. Die erste Fachkonferenz fand 1972 in Warschau statt, in der 14 Empfehlungen für die Darstellung der deutsch-polnischen Beziehungen in Schulbüchern für Geschichte und Erdkunde formuliert wurden. Die Zahl der Empfehlungen wurde im selben Jahr bei einem zweiten Treffen in Braunschweig auf 17 erweitert.
Im Jahre 2016 nahmen zum ersten Mal Lehrkräfte an einer Konferenz der Schulbuchkommission teil. Die Arbeit mit den Lehrenden wird durch Workshops und dem 2018 gegründeten Arbeitskreis für Lehrer verstärkt, wodurch eine direkte Verbindung zwischen der Schulbuchforschung und der Lehrpraxis hergestellt wird.
Außerdem gibt es ein jährliches Treffen des Präsidiums, das sich aus je zehn polnischen und deutschen Experten der Geschichte und Geographie zusammensetzt. Diese werden auf beiden Seiten per Kooptation gewählt. Auch die Sitzungen finden abwechselnd in Deutschland und in Polen statt.

## Publikationen
Die Mitglieder der Kommission erarbeiteten in ihrer gemeinsamen Tätigkeit mehrere Schulbuchempfehlungen, die zwischen 1972 und 1995 publiziert wurden. Zusätzlich erschien das Werk Hinweise zur Behandlung Deutschlands und Polens in den Geographie-Schulbüchern beider Länder in 2001. Ebenfalls wurden viele der abgehaltenen Konferenzen veröffentlicht sowie eine Lehrerhandbuchreihe und mehrere Einzelveröffentlichungen.

## Deutsch-Polnisches Geschichtsbuch
Im Jahre 2008 beauftragten die Außenminister Deutschlands (Frank-Walter Steinmeier) und Polens (Radosław Sikorski) die Deutsch-Polnische Schulbuchkommission ein gemeinsames Lehrwerk für Geschichte zu entwickeln. Eine Projektgruppe erarbeitete zusammen mit dem deutschen Verlag Eduversum und dem polnischen Verlag Wydawnictwa Szkolne i Pedagogiczne WSiP das Konzept der Schulbuchreihe Europa – Unsere Geschichte, dessen erster Band von Frank-Walter Steinmeier und Witold Waszczykowski 2016 vorgestellt wurde. Der zweite Band des Lehrwerks wurde 2017 veröffentlicht und soll bis 2020 um den dritten und vierten Band ergänzt werden.

## Preise
Die Kommission erhielt 2002 den Deutsch-Polnischen Preis „für besondere Verdienste um die Entwicklung der deutsch-polnischen Beziehungen“, der im Rahmen des Nachbarschaftsvertrags verliehen wird.
Am 9. Juni 2017 wurde die Schulbuchkommission für das deutsch-polnische Schulbuchprojekt mit dem Viadrina-Preis der Europa-Universität Viadrina Frankfurt (Oder) ausgezeichnet.

## Vorsitzende
Die Vorsitzenden der Schulbuchkommission werden von den Mitgliedern des Präsidiums gewählt.

### Deutsche Seite
- 1972–1974: Georg Eckert
- 1974–1987: Walter Mertineit
- 1987–2000: Klaus Zernack
- 2000–2012: Michael G. Müller
- Seit 2012: Hans-Jürgen Bömelburg

### Polnische Seite
- 1972–1984: Władysław Markiewicz
- 1984–1990: Antoni Czubiński
- 1991–1997: Janusz Tazbir
- 1992–1997: Marian Wojciechowski (Stellvertretender Vorsitzender)
- 1997–2007: Włodzimierz Borodziej
- 2007–2020: Robert Traba
- seit 2020: Violetta Julkowska